# 竹江岛
26°46′38″N 119°57′10″E / 26.77722°N 119.95278°E
竹江岛（直译为筑屿或竹屿），位于中国福建省宁德市霞浦县东吾洋海域，呈不规则长方形，由沙江镇竹江村管辖，距沙江村约0.7海里。

## 文化
竹江岛得名于岛上产竹、四周临水，自明朝开始，岛上渔民以独特的插竹养蛎技术为生，该项技术后被列入宁德市非物质文化遗产。岛上拥有2个福建省文物保护单位，分别是竹江汐路桥和竹江天后宫。

## 名人
- 郑洪图（1560年—1626年），万历辛卯科举人，曾任江西都昌县知县、广西陆川县知县，著有记载竹蛎技术的著作《蛎蜅考》。